# Linha Vermelha (Metro de Washington)

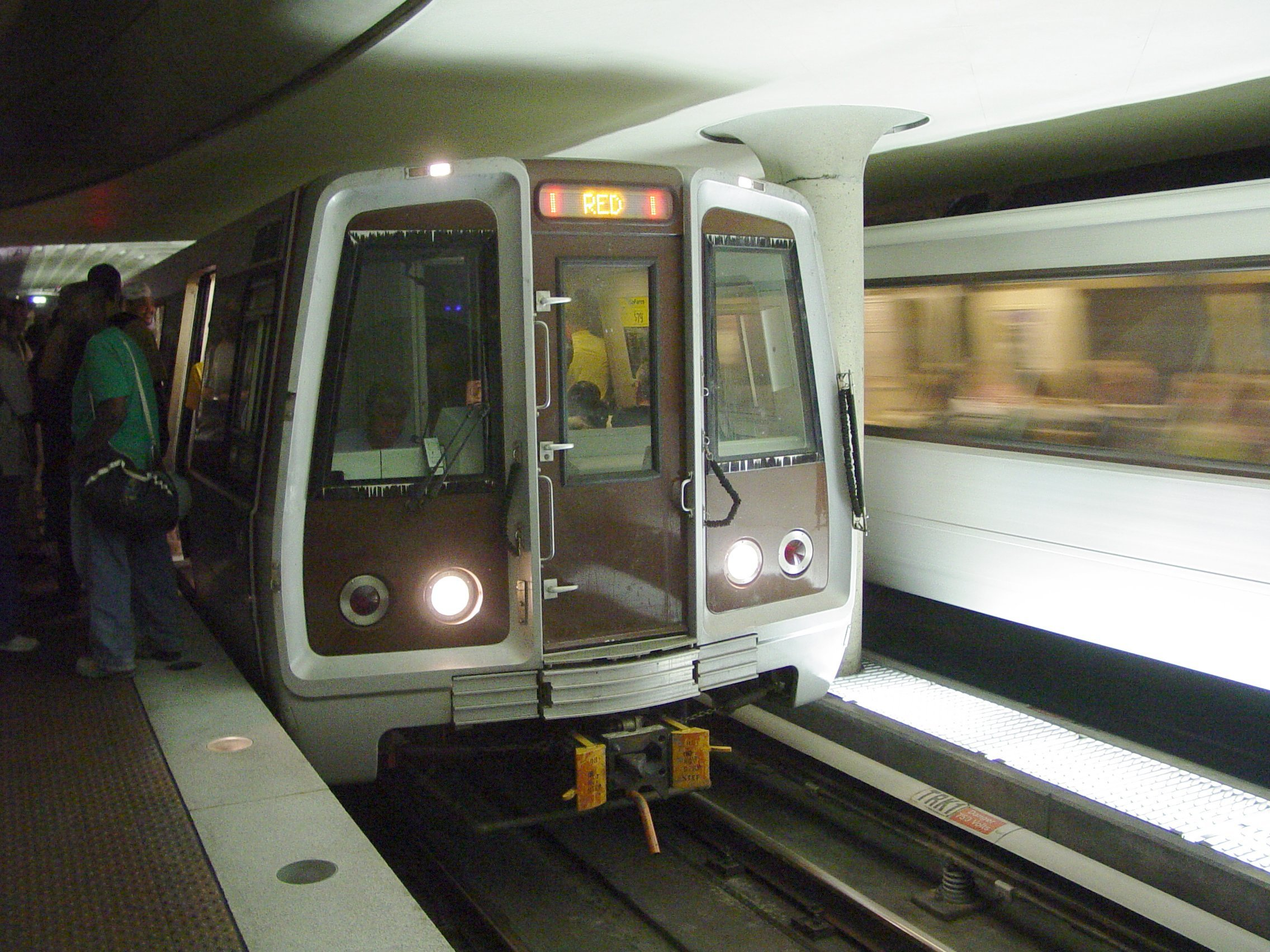
Linha Vermelha (Metro de Washington)
agosto de 2004

A Linha Vermelha (em inglês:  Red Line) do Metro de Washington é um serviço metroviário entre 27 estações que operam no Condado de Montgomery, Maryland e no Distrito de Colúmbia.

## Traçado
O traçado da linha faz um longo e estreito "U".
É a única linha que não compartilha seus trilhos  com qualquer outra linha.
Internamente, a Linha Vermelha é conhecida como a "Rota Shady Grove (A)" e "Rota Glenmont (B)".

## Cronologia
Lista cronológica do início dos serviços nos diversos trechos da Linha Vermelha.
| Data                   | Evento                                                                             | Nº total de Estações | Extensão da Linha     |
| ---------------------- | ---------------------------------------------------------------------------------- | -------------------- | --------------------- |
| 29 de março de 1976    | Inauguração da linha entre as estações Farragut North e Rhode Island Ave–Brentwood | 5                    | 4,6 milhas (7,4 km)   |
| 15 de dezembro de 1976 | Gallery Pl–Chinatown ligação entre estações existentes                             | 6                    | 4,6 milhas (7,4 km)   |
| 1 de janeiro de 1977   | Extensão até Dupont Circle                                                         | 7                    | 5,7 milhas (9,2 km)   |
| 6 de fevereiro de 1978 | Extensão até Silver Spring                                                         | 11                   | 11,4 milhas (18,3 km) |
| 5 de dezembro de 1981  | Extensão até Van Ness–UDC                                                          | 14                   | 13.5 milhas (21.7 km) |
| 25 de agosto de 1984   | Extensão até Grosvenor-Strathmore                                                  | 19                   | 20,3 milhas (32,7 km) |
| 15 de dezembro de 1984 | Extensão até Shady Grove                                                           | 23                   | 27,3 milhas (43,9 km) |
| 22 de setembro de 1990 | Extensão até Wheaton                                                               | 25                   | 30,5 milhas (49,1 km) |
| 25 de janeiro de 1998  | Extensão até Glenmont                                                              | 26                   | 31,9 milhas (51,3 km) |
| 20 de novembro de 2004 | New York Ave–Florida Ave–Gallaudet U ligação entre estações existentes             | 27                   | 31,9 milhas (51,3 km) |

## Estações
Estações ao longo da linha, sentido noroeste para nordeste.
| - Shady Grove - Rockville - Twinbrook - White Flint - Grosvenor-Strathmore - Medical Center - Bethesda - Friendship Heights - Tenleytown–AU - Van Ness–UDC - Cleveland Park - Woodley Park–Zoo/Adams Morgan - Dupont Circle - Farragut North - Metro Center (estação de transferência para Linha Azul, Linha Laranja, e planejado para interligação com a Linha Prata) | - Gallery Pl–Chinatown (estação de transferência para Linha Amarela e Linha Verde) - Judiciary Square - Union Station - New York Ave–Florida Ave–Gallaudet U - Rhode Island Ave–Brentwood - Brookland–CUA - Fort Totten (estação de transferência para Linha Verde e Linha Amarela fora dos horários de pico) - Takoma - Silver Spring - Forest Glen - Wheaton - Glenmont |

### Horários

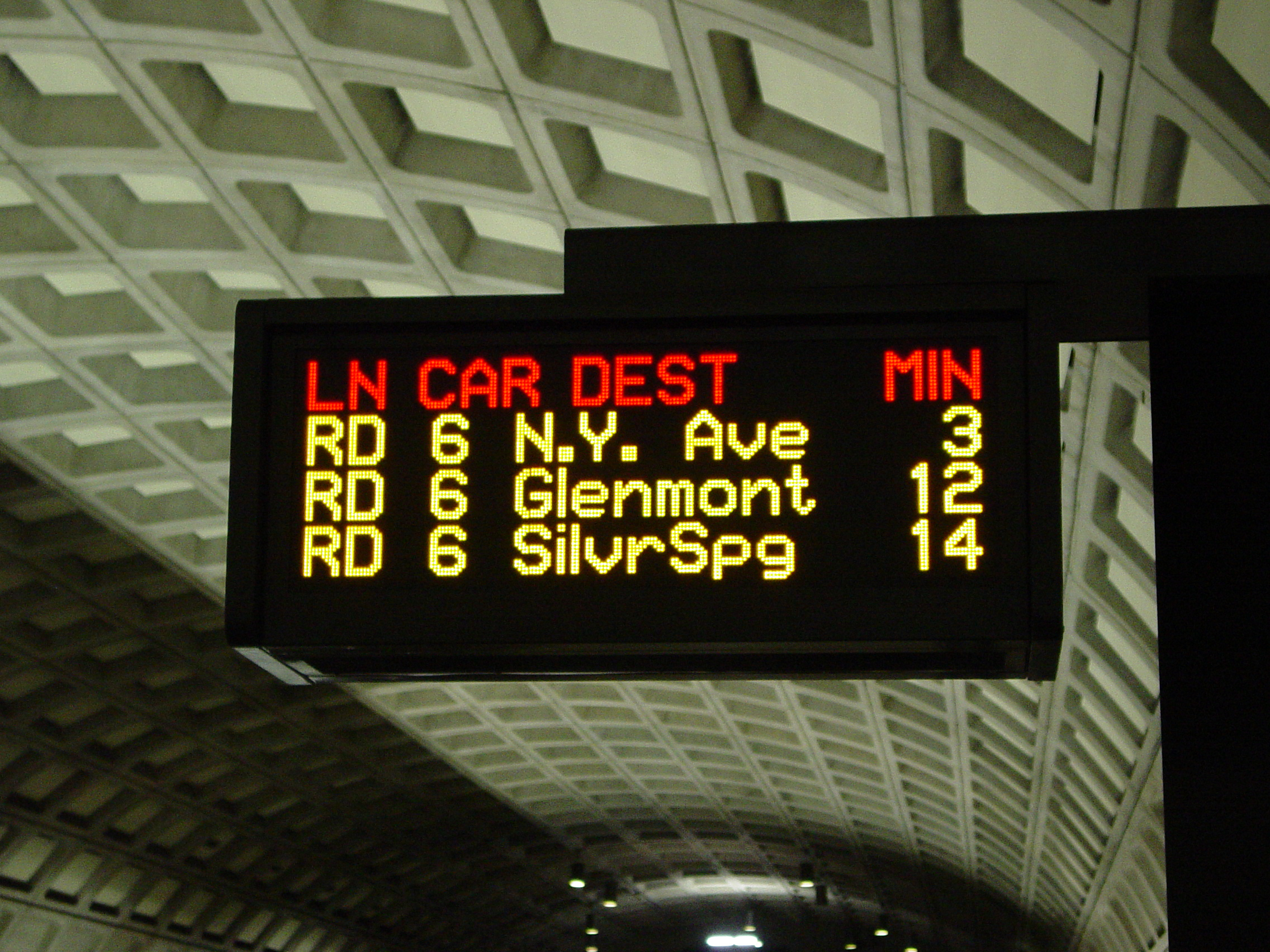

- Início:

5:00 horas - dias da semana
7:00 horas - finais de semana
- Encerramento:

24:00 horas - de domingo a quinta-feira
sexta-feira e sábado a noite, o metro opera até as 3:00 horas
Intervalos entre os trens: horário de pico: 5 minutos; horário noturno: 15 minutos; demais horários: 12 minutos.
Em horários de  picos de serviço os trens da Linha Vermelha operavam em uma rota encurtada, entre as estações de Grosvenor-Strathmore e Silver Spring.  Em 20 de abril de 2006,  esta restrição foi eliminada.

### Equipamentos
Linha Vermelha conta com 44 trens, seis comboios de 8 vagões e trinta e oito composições com 6 vagões.